# 電波暗室

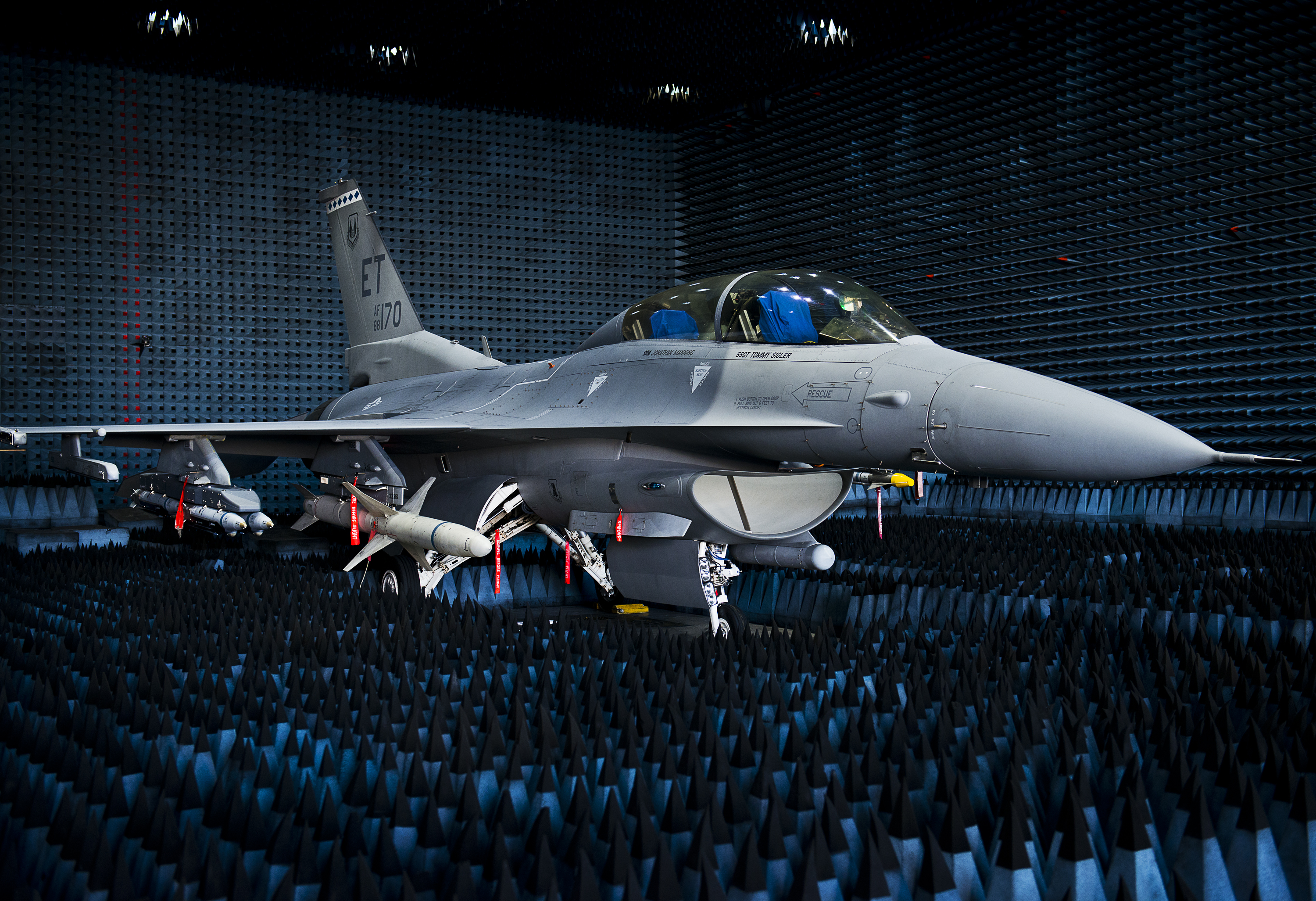
電波暗室の中で試験中のF-16戦闘機

電波暗室（でんぱあんしつ、英：Electromagnetic anechoic chamber）とは、外部からの電磁波の影響を受けず、かつ外部に電磁波を漏らさず、さらに内部で電磁波が反射しないようにシールドされた特殊な実験室のことである。無線機器の試験やEMC計測などに利用される。電波無響室とも呼ぶ。

## 概要
実験目的で電磁波を発射する場合には、他の電磁波や無線通信に対して影響を与えず、さらに他の電磁波や無線通信からの影響を受けないように、実験空間を隔離することが望まれる場合がある。
フェライトや金属などの導電性の材料で遮蔽し、帯電しないようにアースをした一種のファラデーケージを構成し、その内部で実験を行うような実験設備をシールドルーム（又はシールド箱）と呼ぶ。電波暗室は、そのようなシールドルームの内壁を電磁波吸収体（電磁波を吸収する材料、又はそれによって作られた構造体）で覆い、内側の電波反射も防ぐように設計・施工されているものである。
当該暗室の内側では、当該暗室外部の電波環境に影響されず、壁面などで電磁波が反射されない（実際には、わずかながら反射されるが、ごく微弱となる。）ので、外部の電磁波の影響がなく、あたかも周囲に物体がないかのように、電磁波を発射するもの（発振源）からの直接波のみを測定することができる。
分類
大きく、5種類に分類される。
1. オープンサイト
2. 3m法 電波暗室
3. 10m法 電波暗室
4. 電波無響室[5]
5. シールドルーム

## 外部構造

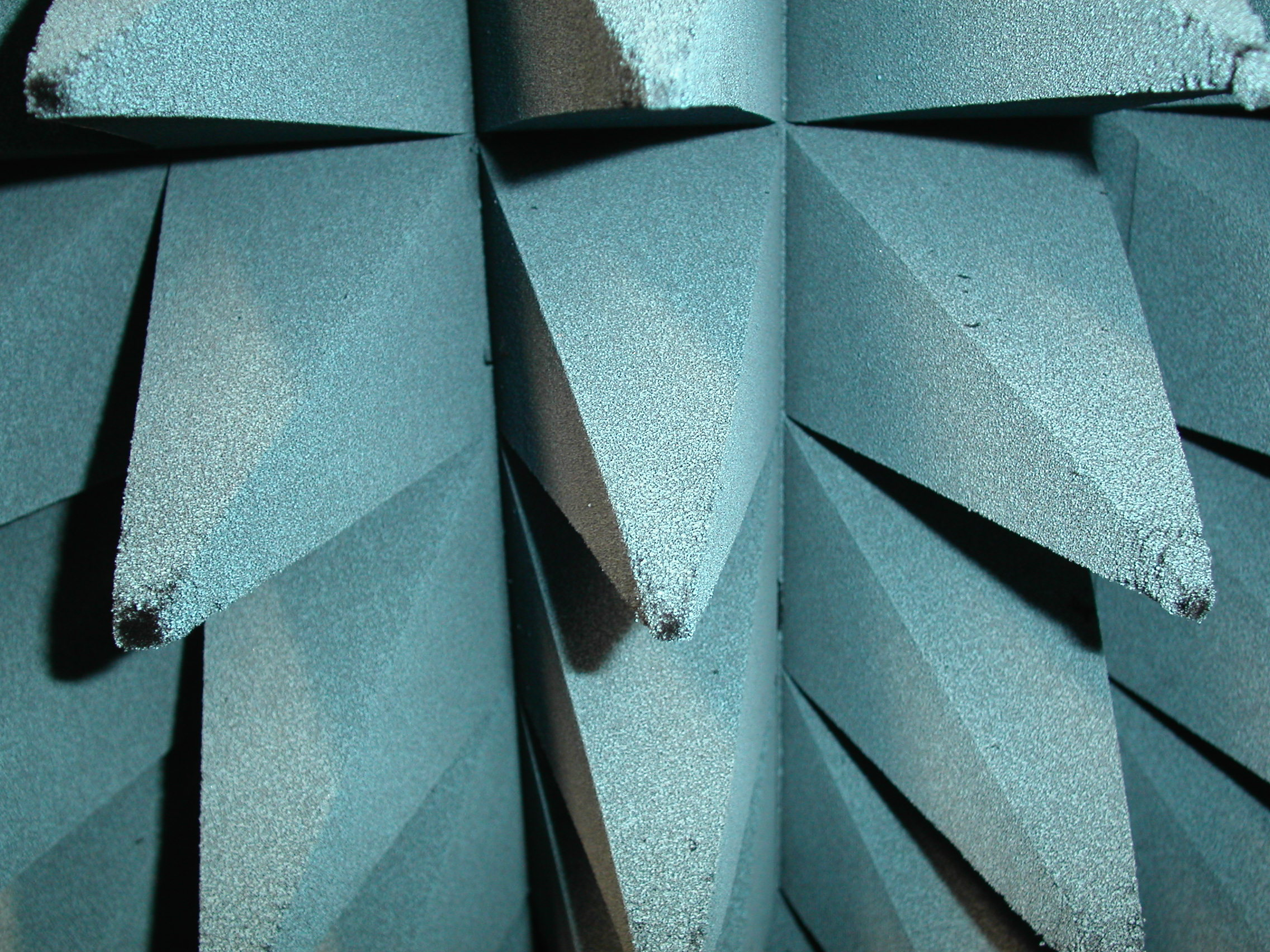
四角錘形電波吸収材

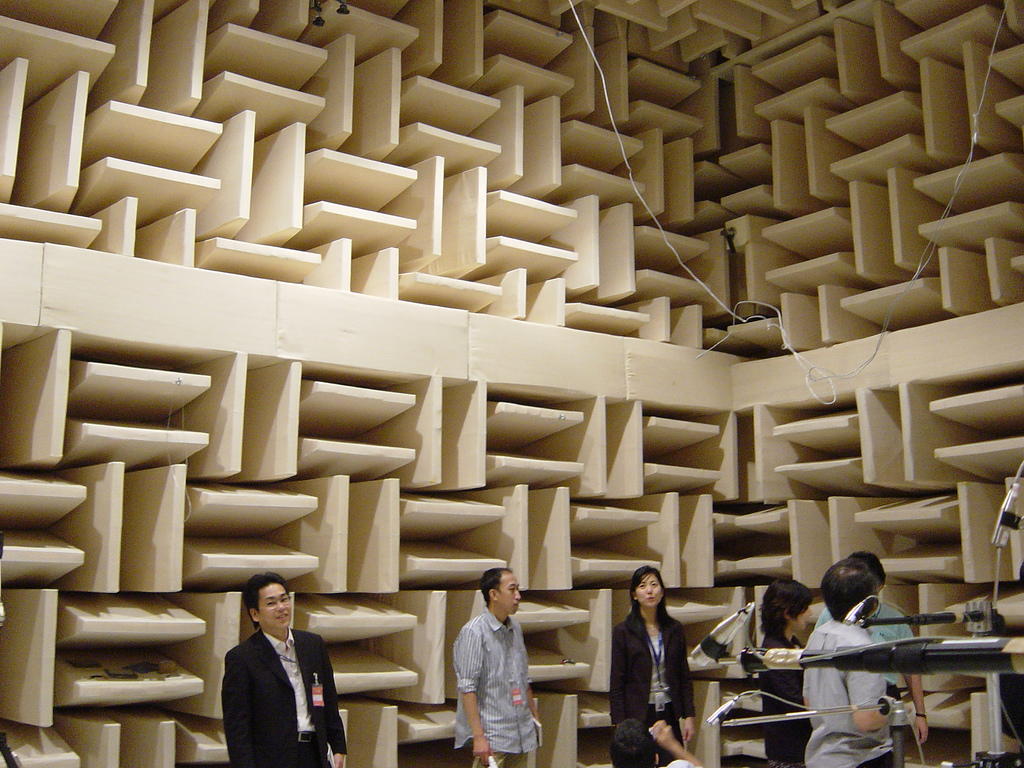
楔形電波吸収材が取り付けられた電波暗室の例

当該暗室の外形は小中学校の体育館ほどの大きさになるが、体育館同様、当該暗室内に柱など構造材を置くことができない。さらに屋根を支えるだけの軽量トラス構造を取れる体育館とは違い、シールドルーム構造や内部の電波吸収体などの重量物を柱なしで支えるために強固な鉄筋コンクリート製の建物とする必要がある。

## 内部構造

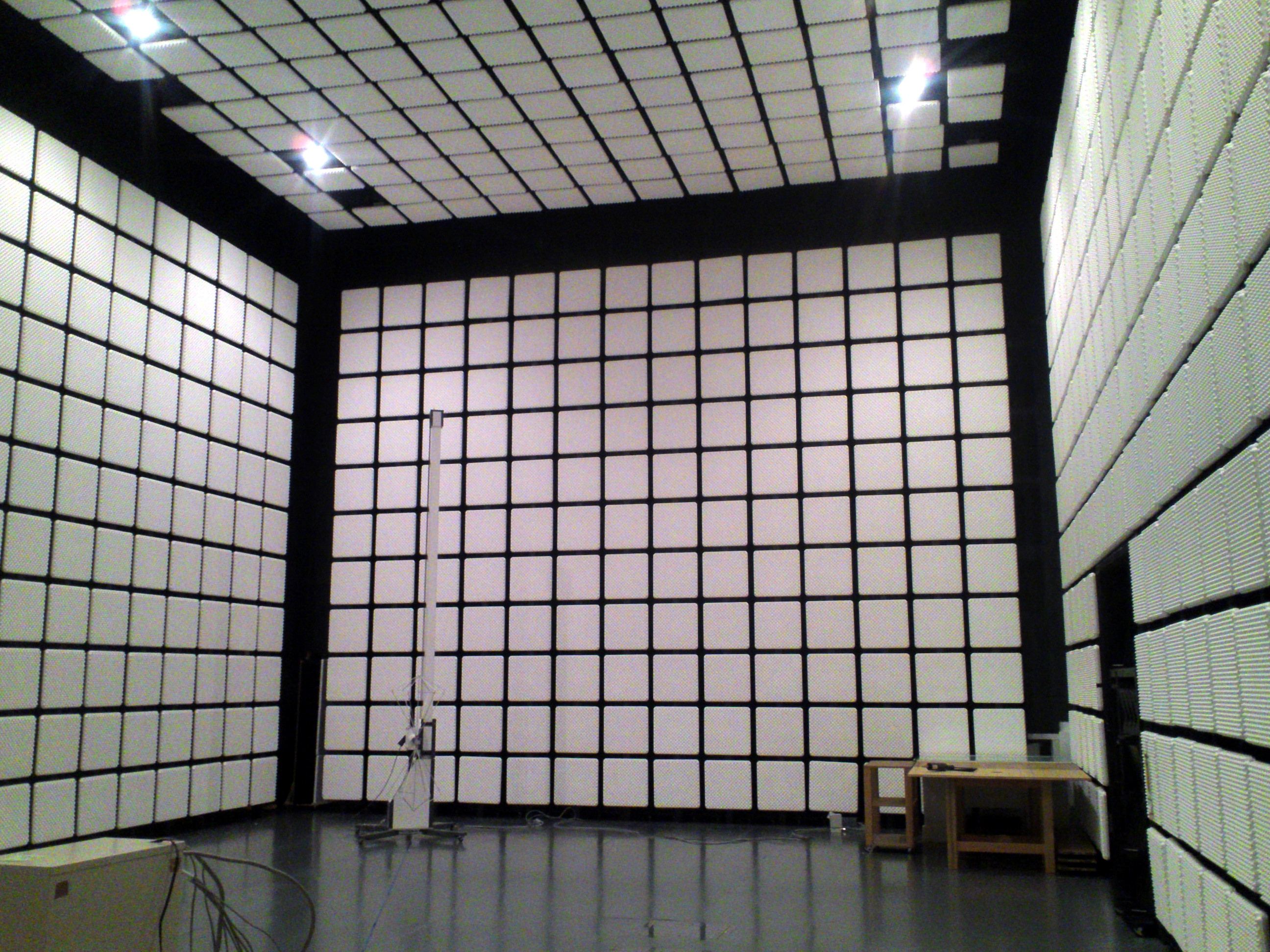
5面型電波暗室の一例。照明光拡散の為の白色板と組合せられている

大きく分けて、上下左右前後の6面全ての内壁に電磁波吸収体を取り付けて、いかなる方向からの電波も反射しないようにしているものと、大地（アース）での電波反射を考慮して床を除く5面に電磁波吸収体を取り付けるものの2つがある。特に、この5面のものを電波半無響室と呼ぶことがある。
6面又は5面のいずれの構造を選択するかは、そもそもは、その当該暗室において実験対象となる機器に応じて選択される。航空機、人工衛星、携帯電話など、大地での電波反射を考慮に入れる必要のない測定対象については、6面のものが用いられる。一方、パソコン、家庭用電気機器など、一定の地上高に据え付けられて使われ、大地での電波反射を考慮に入れる必要のある測定対象については、5面のものが用いられる。また、6面又は5面の選択については、個別の機器についての実験や試験を行う場合の標準的な方法として、国際規格や業界基準に定められている場合も多い。例えば、ある種のEMC計測（雑音電界強度の測定）では、5面の当該暗室を使用し、計測対象となる機器を搭載したターンテーブルを回転させて計測を実施するなどである。
6面の当該暗室については、床面に敷設した電波吸収体を着脱可能な構造とすることで5面に切り替えて運用することもでき、多様な測定対象に対応することができる。
電磁波吸収体としては、合成樹脂のスポンジや発泡スチロール集合体に炭素粒子を塗り込め導電性を持たせたもので四角錐を作り部屋の内側へ向けて敷き詰めた形になっているものや、フェライトを使用した楔状のものなどがある。
黒色の電波吸収体が塗布された空間では室内照明があった場合でも暗く感じてしまう。従って、四角錐の吸収体の全面に白色の光を反射し電磁波を透過する物体を置く事で室内の照度を上げる為の措置が執られる事もある。

## 周波数との関係
当該暗室の大きさは、内部で発振しようとする電磁波の周波数の範囲によって決まり、周波数が高ければより小さい当該暗室での実験が可能である。ミリ波など高い周波数帯の実験では、箱のような小さなものが使用されることもある（電波暗箱）。小さすぎる当該暗室内で、周波数の低い（波長の長い）電磁波を発射する場合、当該暗室自体が分極することで外部に電磁波が漏洩（ろうえい）してしまい、意図した遮蔽の効果が得られないなどの問題が生じる。また、周波数に応じて、扉の隙間や配線などを伝って漏洩する電磁波の強度も異なるということもあり、当該暗室では、対応できる周波数範囲や、周波数範囲ごとの減衰量（内部で発生した電磁波が、内壁で反射し、又は外部に漏洩した場合において、その強度の弱まる量。多くはデシベル値(dB)で表される。）が明示されることが多い。
電磁波吸収体は、構成素材およびその構造体（四角錐）の大きさによって適応できる周波数範囲と減衰量が決まる。そこで当該暗室に求められる周波数範囲の仕様に対応するため、大きさの違う複数種類の電磁波吸収体を組み合わせ、あるいは素材の違う複数種類の電波吸収体を組み合わせている。

## 性能の経年劣化と改修
施工当時には、当初設計性能が示される。さらに、経年とともに次第に性能は劣化していく。このため、定期的に性能試験を行って当初の設計性能が出ているか確認する必要があり、性能劣化が許容値を超えた場合には改修が必要となる。性能劣化の主な原因は、次のとおりである。
電波吸収体の劣化
四角錐形の電波吸収体の基材がスポンジである場合には経年劣化に伴い自重で変形していくこと、空気中の湿気を吸収してボロボロに崩壊してしまうことなどの原因により、電波吸収性能が低下していく。四角錐形の電波吸収体は比較的安価であり、軽量のため外部構造にかかる重量負担も軽いので、建設費を含む初期費用は安価となるが、定期的に全面交換する必要があり、その都度、改修費用がかかる。
一方、楔形の電波吸収体は、基材がフェライト焼結合金であるので四角錐形の電波吸収体ほどの性能の経年劣化はみられない。しかし、四角錐形の電波吸収体より高価であること、重いフェライト焼結合金製の電波吸収体を支える外部構造を強固にする必要があり建設費がかさむことなどにより、初期費用が高くなる。
シールドルーム構造の劣化
当該暗室への出入口、搬入口などにはシールドドアが設置されるが、ドアとシールドルーム本体とをシールして電波を逃がさないようにするシール部材にはゴムを基材としたものが用いられる事もある。ゴムは経年劣化していくので、定期的にシール部材を交換する必要がある。また、シールドドアは全面金属製なので非常に重く、立て付けの調整も必要となる。

## レンタルでの利用
当該暗室は、無線機器の実験または電子機器のEMC計測を行う企業や研究所には欠かせないが、初期の設備投資額や維持費は多額であるため、使用頻度がそれほど高くなければ、自前の当該暗室を持たずに、必要な時だけ所有機関から賃借りすることが多い。このため、多くの所有機関が第三者へのレンタルを行っており、所定の料金を支払えば利用することが可能である。
レンタルの条件は、普通は日単位が多く、基本的に必要となる測定機器もセットで借りることが普通である。また、設備のレンタルだけでなく測定専門技術者のレンタルや測定結果に対して専門家からの対策アドバイスを受けられるサービスもある。
測定した機器について、俗にいうFCCマークなどのEMC関連の認証を受けようとする場合、測定に使用した当該暗室などの設備は、あらかじめ認証を行う機関に登録されていなければならない。このため、当該暗室の扉などには、各種の登録済証などが掲示されていることが多いが、用途に応じ、適切な登録がなされていることについては事前に確認しておかなければならない。また、当然、測定器の校正（又は較正）の状況も確認しておくべきである。

## オープンテストサイトとの比較
外来の電磁波による影響を受けないことから、（電磁波を遮断する壁などの構造がない）開けた地表面で測定するオープンサイトに比べて、測定の再現性が良い利点を持つが、一般に設備投資額がより大きいので、オープンサイトより利用料金は高めである。また、オープンサイトと異なり、当該暗室の場合には、電波法関係規定上、無線局免許を取得しなくともよくなる場合が多く、より自由自在に実験を行うことができる。（一定以上の性能・要件を満足する当該暗室内での実験であれば、外部に漏洩する電磁波がいわゆる微弱無線局の許容値を満足するということをもって、無線局免許が不要となる。ただし、この場合の測定方法は複雑であるので、専門の試験機関などに相談したほうが良い。）

## 補足
- 構造の都合上、電波吸収体が電波と同じように音波も吸収してしまうため、音響実験に使う無響室に近い静寂な部屋となる。
- 国内においては、電波吸収体メーカーであるTDK、NECトーキン、リケンなどが設計販売している。主要部分は、測定対象物や測定規格により決まるが、測定対象物の搬入口の位置、大きさ、併設する測定室の規模や詳細などについては別途打ち合わせにより決めるなど、規格品の販売ではなく注文住宅に近い販売形態となる。また、当該暗室全体を収容するビル建築の部分はこれらのメーカーと提携している施工業者、あるいは施主が指定する施行業者を使うことになる。